# Rutland-Melton International CiCLE Classic
La Rutland-Melton International CiCLE Classic es una competición ciclista profesional de un día británica que se disputa en la región de Midlands del Este, habitualmente a mediados del mes de abril. Se la conoce como la "París-Roubaix británica" debido a la multitud de pasos por caminos rurales sin asfaltar.
Se creó en 2005 como amateur por ello la mayoría de ganadores han sido británicos. Desde el 2007 forma parte del UCI Europe Tour, dentro de la categoría 1.2 (última categoría del profesionalismo).
A pesar de su corta historia ha tenido diversos nombres. Siendo estos todos los nombres oficiales que ha tenido:
- Rutland-Melton Cicle Classic (2005-2007)
- East Midlands International Cicle Classic (2008-2010)
- TESCO Rutland-Melton International CiCLE Classic (2011)
- Rutland-Melton International CiCLE Classic (2012-2014)

## Palmarés
En amarillo: edición amateur.
| Año                                              | Ganador          | Segundo          | Tercero             |
| Rutland-Melton Cicle Classic                     |                  |                  |                     |
| ------------------------------------------------ | ---------------- | ---------------- | ------------------- |
| 2005                                             | Scott Gamble     | Benoît Lagorce   | Matthew Stephens    |
| 2006                                             | Robin Sharman    | Chris Newton     | Jonathan Dayus      |
| 2007                                             | Malcolm Elliott  | Ian Wilkinson    | Michael Skelde      |
| East Midlands International Cicle Classic        |                  |                  |                     |
| 2008                                             | Ciaran Power     | Jan Bos          | Malcolm Elliott     |
| 2009                                             | Ian Wilkinson    | Michael Berling  | Yanto Barker        |
| 2010                                             | Michael Berling  | Dan Craven       | Yanto Barker        |
| TESCO Rutland-Melton International CiCLE Classic |                  |                  |                     |
| 2011                                             | Zakkari Dempster | Erwin De Kerf    | Marcin Białobłocki  |
| Rutland-Melton International CiCLE Classic       |                  |                  |                     |
| 2012                                             | Alexandre Blain  | Jamie Sparling   | James McCallum      |
| 2013                                             | Ian Wilkinson    | Ian Bibby        | Éric Berthou        |
| 2014                                             | Thomas Moses     | Thomas Scully    | Mark McNally        |
| 2015                                             | Steele Von Hoff  | Christopher Opie | Harry Tanfield      |
| 2016                                             | Conor Dunne      | Gruffudd Lewis   | Christopher Lawless |
| 2017                                             | Daniel Fleeman   | Hayden McCormick | Brenton Jones       |
| 2018                                             | Gabriel Cullaigh | Karol Domagalski | Koos Jeroen Kers    |
| 2019                                             | Colin Joyce      | Gabriel Cullaigh | Rory Townsend       |
| 2020-2021                                        | no se disputó    |                  |                     |
| 2022                                             | Finn Crockett    | Tomáš Kopecký    | Jacob Scott         |
| 2023                                             | Luke Lamperti    | Tijl De Decker   | James McKay         |
| 2024                                             | Cancelada        |                  |                     |
| 2025                                             | Ben Granger      | Mathis Avondts   | Dylan Hicks         |

## Palmarés por países
| País           | Victorias |
| -------------- | --------- |
| Reino Unido    | 10        |
| Australia      | 2         |
| Irlanda        | 2         |
| Estados Unidos | 2         |
| Dinamarca      | 1         |
| Francia        | 1         |